# Antoine Culioli
Pour les articles homonymes, voir Culioli.
Antoine Culioli, né le 29 septembre 1924 à Marseille et mort le 10 février 2018 dans le 5e arrondissement de Paris, est un linguiste français.

## Biographie
Né de parents corses (son père et sa mère ont été instituteurs puis son père est devenu inspecteur des Postes et Télécommunications), il dit avoir inventé une langue romane à l'âge de 14 ans.
Ancien élève de l'École normale supérieure (promotion 1944) et agrégé d'anglais (il a été l'élève de Fernand Mossé et a soutenu en 1960 une thèse de doctorat intitulée Contribution à l'étude du subjonctif et de la coordination en moyen-anglais). il s'est ensuite consacré à la linguistique générale et a développé, à travers son enseignement et ses publications, une linguistique de l'énonciation, souvent rattachée trop rapidement à celle d'Émile Benveniste.
En 1960, il soutient sa thèse Contribution à l’étude du subjonctif et de la coordination en moyen anglais. En 1963, il crée à l’ENS de la rue d'Ulm le séminaire de linguistique formelle, qui se poursuivra jusqu’en 2012. En 1970, il est un des trois cofondateurs de l’Université pluridisciplinaire Paris 7 et il devient directeur de l'UFR d‘études anglophones. À ses yeux, il ne s‘agit pas d‘organiser simplement un département d‘anglais de plus, mais de construire un lieu d‘enseignement et de recherche dont les missions étaient redéfinies, sur la base d‘une réflexion approfondie sur les contenus, les méthodes et les objectifs. Tout en dirigeant l‘UFR d‘études anglophones, Antoine Culioli travaille activement à la création du Département de recherches linguistiques (DRL) qui voit le jour en 1972. Une entreprise particulièrement ambitieuse, si l’on se souvient que jusqu‘en 1968, en dehors de la Sorbonne, sous la direction d'André Martinet, il n‘existe pas de Département de linguistique dans les universités françaises: la recherche linguistique se fait au CNRS et à l‘École pratique des hautes études.
Le programme de recherche qu’il définit pour la linguistique est le produit d’une réflexion d‘ordre épistémologique, méthodologique et théorique, sur ce que peut ou doit être l‘objet de la linguistique, réflexion née d‘une critique de la linguistique structurale et nourrie par des échanges avec des représentants des disciplines les plus diverses, des mathématiques à la biologie, de la philosophie à la psychanalyse et à la psychologie – en résonance étroite avec la dimension pluridisciplinaire de Paris 7. Le Laboratoire créé au DRL réunit non seulement des linguistes spécialistes de langues diverses, mais aussi des informaticiens et des mathématiciens soucieux de mener une réflexion collective sur le langage. Dès le départ, Antoine Culioli a à cœur d‘ouvrir le DRL à d‘autres projets et programmes. Le DRL accueille le Laboratoire d‘automatique documentaire et linguistique de Maurice Gross, mais aussi l'équipe qui, autour de Jean-Claude Chevalier et de Sylvain Auroux, étudie l‘histoire des théories linguistiques. Antoine Culioli a également à cœur de faire venir à Paris 7 des linguistes reconnus, travaillant dans d'autres cadres théoriques, comme Jean-Claude Milner ou Alain Rouveret.
Très vite, le DRL (devenu UFR de linguistique) occupe une place essentielle dans la recherche linguistique en France et constitue une référence à l‘échelle internationale. Dans le cadre de son programme de recherche défini comme « le langage appréhendé à travers la diversité des langues, des textes et des gestes », Antoine Culioli initie, stimule, dirige des recherches sur les langues les plus diverses: les langues indo-européennes, à commencer par l'anglais mais aussi les langues scandinaves, les langues slaves (du russe au macédonien en passant par le bulgare et le serbo-croate), les langues romanes, le grec mais aussi la langue corse, très présente dans sa réflexion. Mais aussi les langues amérindiennes, langues sémitiques, langues africaines, langues d'Asie, langues austronésiennes, et cette énumération serait incomplète si on ne mentionnait pas le hongrois, le basque ou encore le tamoul. À chacune de ces langues, on peut associer les noms de personnes qui sont devenues des acteurs essentiels et reconnus dans leur domaine.
Professeur de linguistique à l'Université Denis Diderot (Paris VII), qu'il a fondée avec Michel Alliot, Jean Bernard, François Bruhat, Robert Mallet, il a formé un grand nombre de linguistes français — parmi lesquels Henri Adamczewski, Catherine Fuchs, Bernard Victorri, Anne-Marie Léonard, Jean Chuquet, Jean-Pierre Desclés, Dominique Caubet, Josiane Boutet, Zlatka Guentcheva, Pierre Le Goffic…
Il est le père de l'écrivain- journaliste Gabriel-Xavier Culioli avec qui il a élaboré des dictionnaires de langue corse.

## Travaux
Pendant plus de quarante ans, Antoine Culioli a développé la théorie connue aujourd'hui sous le nom de « théorie des opérations énonciatives » (ou théorie des opérations prédicatives et énonciatives), qu'il définit comme une linguistique ayant pour objet « l'étude de l'activité de langage à travers la diversité des langues naturelles ».
Cette linguistique, qui vise à ne pas dissocier, de façon artificielle, sémantique, syntaxe et pragmatique, et dont les notions de « repérage » (comprise comme une « opération de mise en relation ») et de « domaine notionnel » constituent les concepts essentiels, est restée longtemps connue du seul cercle des auditeurs de son séminaire de l'École normale supérieure, réputé d'un abord difficile, puis de ses étudiants de l'université Denis Diderot. Ces derniers ont enregistré, transcrit et diffusé les cours qu'il a donnés entre 1974 et 1984 ; à noter en particulier la publication du Séminaire de DEA 1980-1981, par les soins de Jean Chuquet, puis celle du Séminaire de DEA 1983-1984, due à Jean-Louis Duchet).
Ce travail théorique sur le langage, toujours en chantier, est devenu accessible à une plus large audience avec la parution, entre 1991 et 1999, de trois recueils d'articles réunis sous le titre commun de Pour une linguistique de l'énonciation (éd. Ophrys), et celle d'entretiens où Culioli est amené à préciser les différents aspects et enjeux de sa théorie. Par ailleurs un colloque en son honneur a été organisé en juin 2005 à Cerisy-la-Salle : Antoine Culioli : un homme dans le langage : originalité, diversité, ouverture.
Ses travaux, qui occupent une place majeure dans l'histoire de la linguistique de langue française, ouvrent en outre des perspectives sur d'autres champs de recherche, de l'anthropologie aux neurosciences, et concernent plus généralement l'ensemble des sciences humaines. Aussi s'explique-t-on que Culioli se soit intéressé de près à des philosophes — qu'il s'agisse de philosophes anciens (stoïciens) ou de modernes, comme Husserl, Wittgenstein ou Gaston Bachelard — de logiciens (Jean-Blaise Grize, Georges Vignaux) ou encore de psychologues (Jean Piaget, François Bresson).
Cette curiosité intellectuelle et cet engagement dans le dialogue des disciplines font qu'il occupe une place originale dans les mouvements de pensée contemporains européens, ainsi qu'en Russie et au Japon. La Théorie des opérations énonciatives n'est cependant pas encore répandue ni étudiée dans beaucoup de pays ; elle trouve peu d'écho, notamment, dans les pays anglo-saxons comme la Grande-Bretagne et les États-Unis. Ce phénomène est sans doute dû au fait que le domaine des opérations énonciatives relève de la linguistique et de la sémantique cognitives, disciplines dont le courant dominant est illustré par des auteurs qui font consensus, tels Ronald Langacker ou Leonard Talmy, dont les postulats et théories sont sensiblement éloignés de ceux de Culioli.

## Ouvrages
- Considérations théoriques à propos du traitement formel du langage, avec Catherine Fuchs et Michel Pêcheux, 50 pages, Paris, Dunod, 1970.
- Opérations de détermination, théorie et description :
  - Tome 1, 286 pages, Paris, université Paris-VII, 1980 ;
  - Tome 2, 184 pages, Paris, université Paris-VII, 1984.
- Systèmes de représentations linguistiques et métalinguistiques, avec Jean-Pierre Desclés, 141 pages, Paris, université Paris-VII, 1981.
- Rôle des représentations métalinguistiques en syntaxe, 30 pages, Paris, université Paris-VII, 1982.
- Notes du séminaire de DEA 1983-1984, 111 pages, Paris, université Paris-VII, Département de recherches linguistiques , 1985.
- Aspects, modalité, problèmes de catégorisation grammaticale, édité par Antoine Culioli, 153 pages, Paris, université Paris-VII, 1986.
- Recherches nouvelles sur le langage, édité par Antoine Culioli, 138 pages, Paris, université Paris-VII, 1988.
- Opérations et représentations, 225 pages, Ophrys, 1991.
- La Philosophie de la grammaire, par Otto Jespersen, traduction par Anne-Marie Léonard, préface d'Antoine Culioli, Paris, Gallimard, 1992.
- Pour une linguistique de l'énonciation :
  - Tome 1, Ophrys, 1991 ; réédité par Lambert-Lucas, 2020
  - Tome 2, Ophrys, 1999 ; réédité par Lambert-Lucas, 2020
  - Tome 3, Ophrys, 1999; réédité par Lambert-Lucas, 2020
  - Tome 4, Lambert-Lucas, 2018.
- Variations sur la linguistique, entretiens avec Frédéric Fau, Ophrys, 2002.
- Onze rencontres sur le langage et les langues, avec Claudine Normand, 300 pages, Paris, Ophrys, 2005.
- Gestes mentaux et réseaux symboliques, à la recherche des traces enfouies dans l'entrelacs du langage, 1 DVD de 2 h 21 min, Villejuif, CNRS, 2012.